# Summerford
Summerford es un pueblo canadiense situado en la provincia de Terranova y Labrador.

## Superficie
Summerford tiene una superficie de 16,04 km².

## Demografía
En 2021, tenía 805 habitantes, una densidad poblacional de 50,2 hab./km², y 432 viviendas.